# 達馬阿利山
11°17′0″N 41°38′0″E / 11.28333°N 41.63333°E

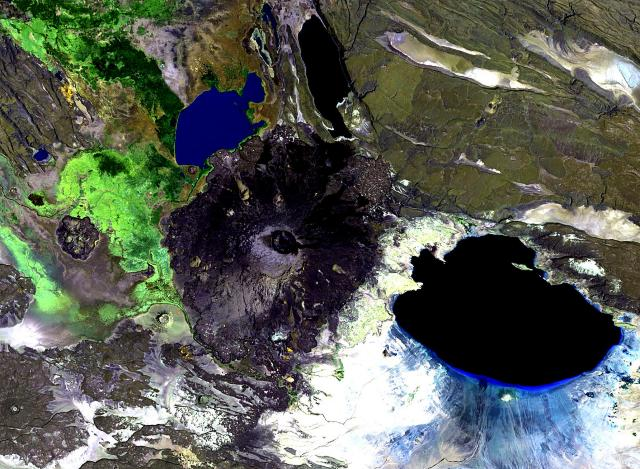

達馬阿利山是埃塞俄比亞的火山，位於該國東北部阿法爾州，處於阿貝湖沿岸，屬於盾狀火山，海拔高度1,068米，寬25公里，最近一次火山爆發在1631年2月發生。